# Hermann Butterweck

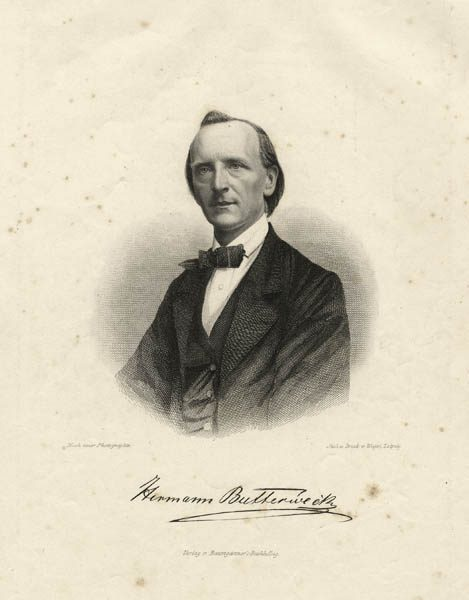
Hermann Butterweck

Hermann Butterweck (* 8. Februar 1816 in Kassel ; † 28. Januar 1898 in Darmstadt) war ein deutscher Tänzer und Theaterschauspieler.

## Leben
Butterweck, der Sohn eines Werkmeisters, kam mit vier Jahren als Chorknabe ans Hoftheater seiner Vaterstadt. Damals war Ludwig Spohr dort Kapellmeister, der ihm auffiel und ihm Unterricht erteilte. Da er außerordentlich gelenkig war, sollte er Balletttänzer werden und debütierte am 13. Februar 1831 als solcher.
Nach der Auflösung des Kasseler Hoftheaters ging er nach Bremen, wo er außer im Ballet auch in kleinen Rollen im Schauspiel verwendet wurde. Doch Karl Seydelmann riet ihm zum Schauspiel.
Butterweck gab zwar noch nicht gleich den Tanz auf und nahm sogar später Stellung als Solotänzer am neuerrichteten Theater in Kassel, entschloss sich aber 1836 den doch Tanz ganz aufzugeben und sich nur mit dem Schauspiel zu beschäftigen.
So wirkte er von 1837 bis 1838 als Komiker am Stadttheater in Bremen, von 1838 bis 1840 am Steinstraßen-Theater in Hamburg, 1841 in Kopenhagen dann in Lübeck und Kiel, 1843 bis 1844 in Dessau, kehrte sodann wieder nach Bremen zurück, wirkte 1845 in Wiesbaden, von 1846 bis 1848 in Mainz, von 1848 bis 1850 in Riga, war von 1851 bis 1853 am Hoftheater in Dresden tätig, wurde ein zweites Mal Mitglied des Rigaer Stadttheaters, folgte 1856 einem Rufe nach Amsterdam, bis er endlich 1857 festen Boden fand und wurde Mitglied des Hoftheaters in Darmstadt und blieb dort bis zu seiner Pensionierung 1888. Ab und zu gab er Gastspielanträgen statt, die ihn an die verschiedensten größeren Theater Deutschlands, Russlands, Hollands, Österreich und Ungarns führten. Mit seiner Pensionierung wurde er zum Ehrenmitglied des Hoftheaters ernannt.
Sein Bruder war der Schauspieler Konrad Butterweck.